# Temple des millions d'années

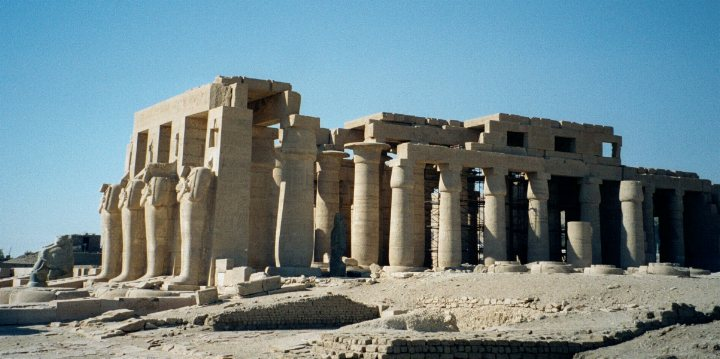
Temple du Ramesséum.

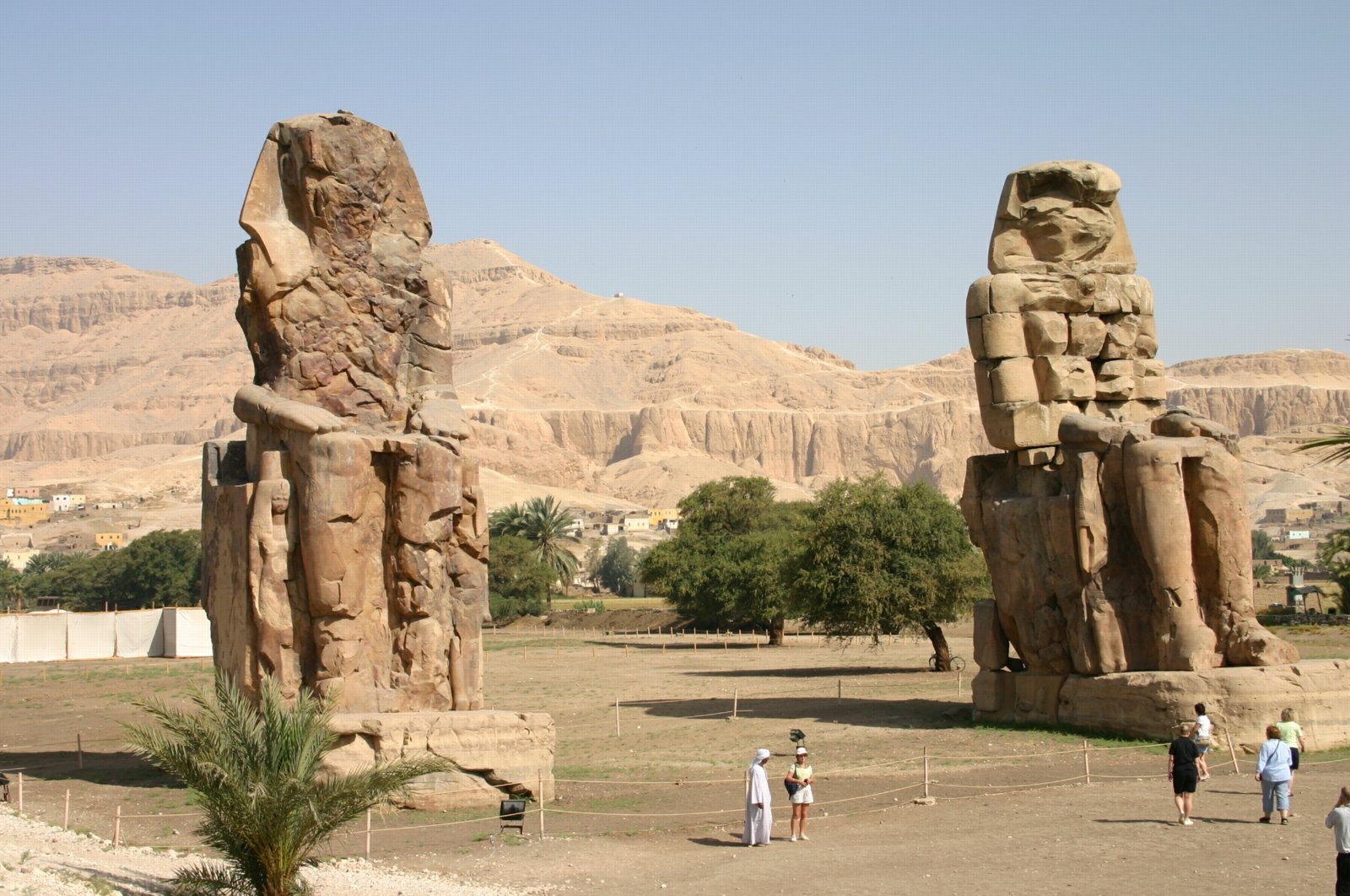
Les colosses de Memnon, plus important vestige du temple d'Amenhotep III.

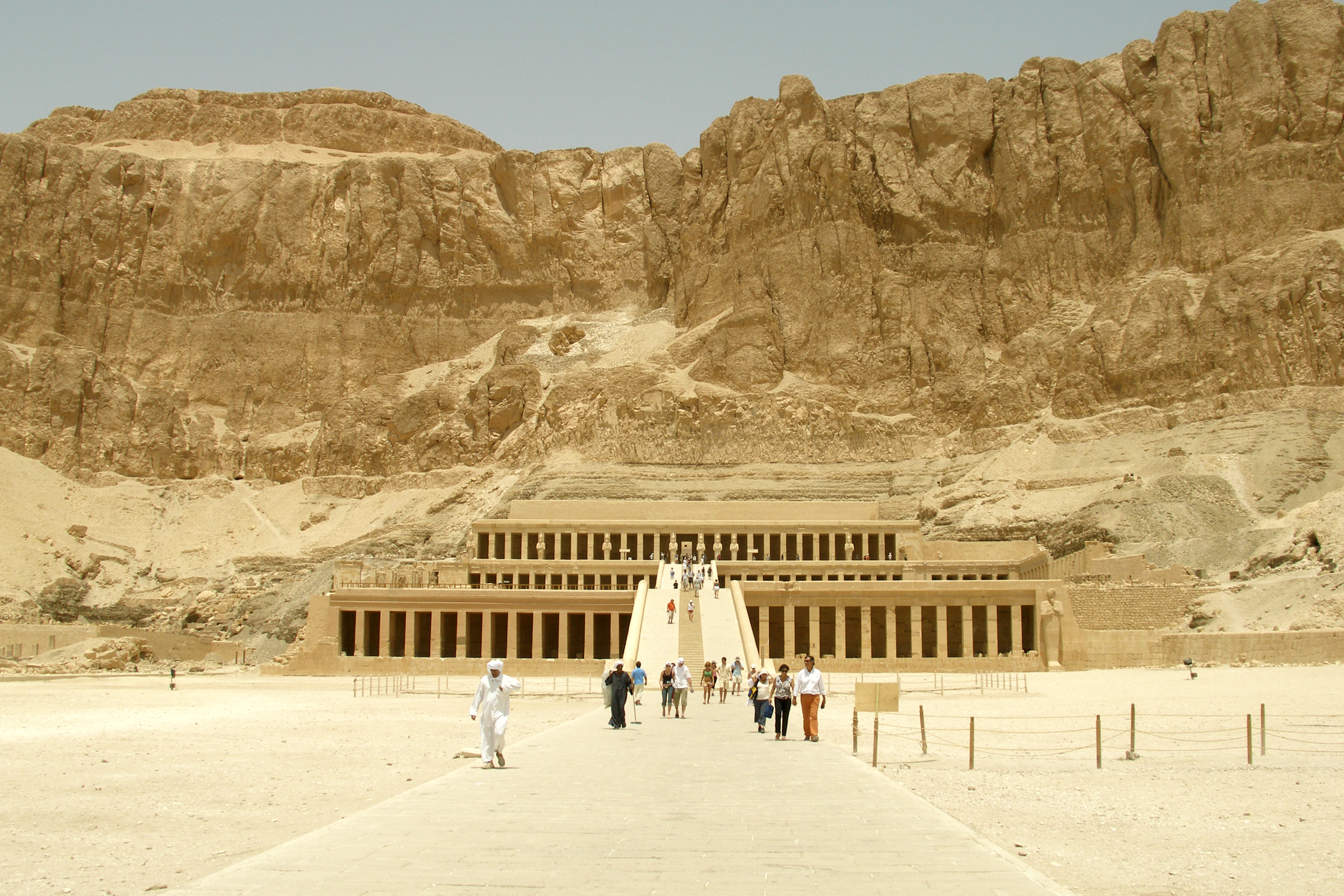
Sanctuaire d'Hatchepsout.

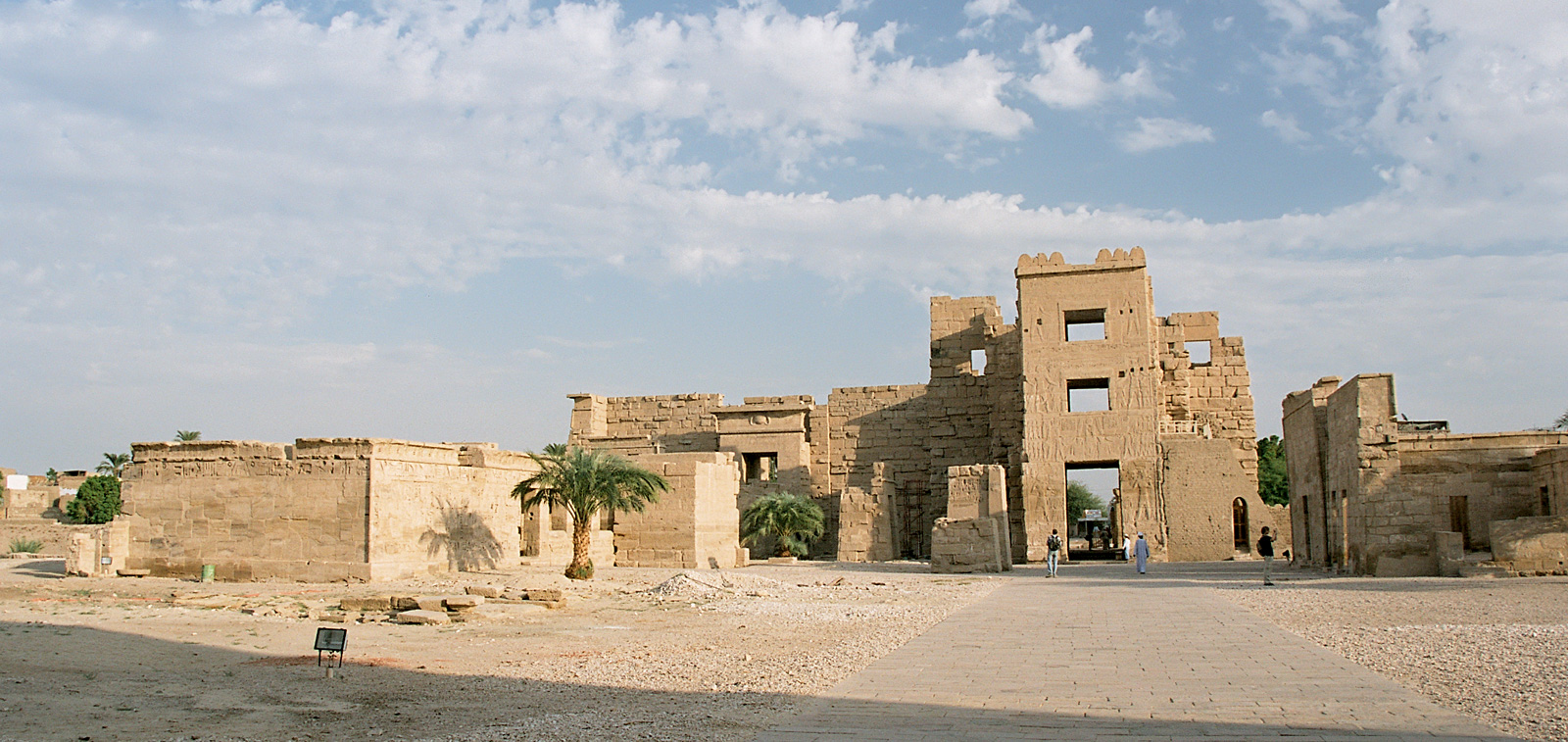
Médinet Habou, entrée du temple de Ramsès III.

Durant le Nouvel Empire, à partir de la XVIIIe dynastie, ainsi que pendant les XIXe et XXe dynasties, les pharaons, à la différence des rois des périodes précédentes, se font construire de grands monuments cultuels, appelés « temples de millions d'années » sur la rive occidentale de Thèbes.
Leur but était d'avoir de leur vivant un lieu de culte du roi divinisé, associé à Amon, la principale divinité thébaine. Pharaon s'en trouvait ainsi auréolé d’une aura divine, la fonction royale s’en trouvait magnifiée et exaltée. Il y avait un reposoir pour la barque d'Amon lors de la « Belle fête de la vallée » au cours de laquelle Amon effectuait la visite des temples.
Souvent appelés à tort temple funéraire, car un temple de millions d'années n'est pas destiné à servir de sépulture, le terme est en réalité en ancien égyptien « Château de millions d'années ».
Le premier fut élevé par Amenhotep Ier (XVIIIe dynastie). Le sanctuaire, toujours en place mais très largement remanié, fut agrandi par Hatchepsout et Thoutmôsis III.
De l'Aménophium, celui d'Amenhotep III, « Neb-Maât-Rê à l'occident de Thèbes », il subsiste notamment les deux statues monumentales bien connues, les « Colosses de Memnon », qui en ornaient l'entrée devant un premier pylône en briques. Depuis une dizaine d'années, l'équipe de Hourig Sourouzian a entrepris la fouille du temple situé à l'arrière des colosses sur une distance de six-cents mètres. De très nombreuses statues d'Amenhotep III, accompagnées ou non de certains dieux (Thot, Rê-Horakhty), parfois encore en très bon état, ont été mises au jour, ainsi qu'un grand nombre de statues de Sekhmet. Une stèle était déjà, depuis des décennies, dressée dans le terrain en friche. Des fragments d'une deuxième stèle ont également été retrouvés, ainsi que des sphinx et un hippopotame en albâtre de petite taille. Le plan du temple commence à se dessiner ; l'équipe de fouille espère bientôt ouvrir le site à la visite.
Sur le site de Deir el-Bahari, on trouve celui d'Hatchepsout construit à côté du temple funéraire de Montouhotep II.
Celui de Séthi Ier à Cheikh Abd el-Gournah s'appelle « Le temple glorieux de Séthi Mérenptah dans le domaine d'Amon qui réside à l'Ouest de Thèbes ». Avec une partie consacré à son père Ramsès Ier, décédé avant de s'en être fait construire un, il fut terminé par son fils Ramsès II.
Celui de son successeur, Ramsès II, est le célèbre Ramesséum (nom donné par Champollion en 1829) : le « Château de millions d'années d'Ousermaâtrê Setepenrê qui s'unit à Thèbes-la-Cité dans le Domaine d'Amon, à l'Occident ». On y voit entre autres, une scène de la corégence de Ramsès II et de son père Séthi : Ramsès est couronné par le dieu Amon, devant lequel il est à genoux, et la déesse Mout derrière lui, alors que le dieu Khonsou et Séthi Ier se tiennent derrière Amon.
Bien plus tard, dans son souci d'identification avec son illustre prédécesseur, Ramsès III se fait construire le sien à Médinet Habou. Ce temple est l'exemple le plus abouti de l'art monumental sous les Ramessides.

## Emplacement des temples des millions d'années
- temple de Montouhotep II à Deir el-Bahari
- temple de Thoutmôsis II au nord de Médinet Habou
- temple d'Hatchepsout à Deir el-Bahari
- temple de Thoutmôsis III à Deir el-Bahari
- temple d'Amenhotep II au nord du Ramesséum
- temple de Thoutmôsis IV au sud du Ramesséum
- temple d'Amenhotep III à Kôm el-Hettan
- temple d'Aÿ et Horemheb à Médinet Habou
- temple de Séthi Ier à Cheikh Abd el-Gournah
- temple de Ramsès II appelé Ramesséum
- temple de Mérenptah à l'ouest de Kôm el-Hettan
- temple de Taousert à l'ouest de Kôm el-Hettan
- temple de Siptah au nord du Ramesséum
- temple de Ramsès III à Médinet Habou
- temple de Ramsès IV à l'ouest de Kôm el-Hettan